# Orimarga aequivena
Orimarga aequivena är en tvåvingeart som beskrevs av Alexander 1934. Orimarga aequivena ingår i släktet Orimarga och familjen småharkrankar. Inga underarter finns listade i Catalogue of Life.